# Поцо Чолино (Терни)
Поцо Чолино је насеље у Италији у округу Терни, региону Умбрија.
Према процени из 2011. у насељу је живело 93 становника. Насеље се налази на надморској висини од 234 м.